# II. Gotarzész pártus király
II. Gotarzész (pártus nyelven: 𐭂𐭅𐭕𐭓𐭆 Gōtarz) a Pártus Birodalom királya 40-től 51-ig. Uralkodásának nagy részét féltestvérével, I. Vardanésszel való harca töltötte ki, aki ellen fellázadt.

## Származása
A források ellentmondásosak Gotarzész származását illetően; II. Artabanosz fiaként írnak róla, de nem egyértelmű, hogy biológiai vagy fogadott fia volt-e. Iosephus Flavius szerint I. Vardanész és I. Vologaészész fivére volt; Tacitus, ezzel szemben nem II. Artabanosz fiaként említi, hanem trónbitorlóként, aki legyilkoltatta Artabanosz nevű testvérét és annak családját. .
Egy kurdisztáni szikladombormű felirata azonban Gotarzész, Gev fiaként hivatkozik rá. Ennek alapján úgy vélik, hogy Gotarzész a régió Gev nevű szatrapájának volt a fia, akit II. Artabanosz száműzetése alatt adoptált, talán azért hogy meghálálja Gev támogatását. Mikor később Gotarzész elfoglalta a trónt, azt Artabanosz fiaként tette, amint az egyik pénze feliratából ("Arszakész, királyok királya, akit Gotarzésznak, Artabanosz fiának hívnak") kiderül.

## Uralkodása

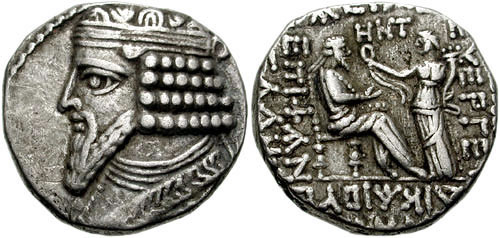
II.Gotarzész pénze

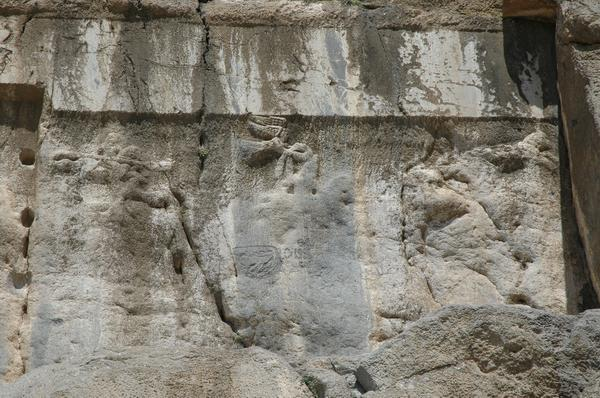
II. Gotarzész sérült lovasalakja a behisztuni domborművön

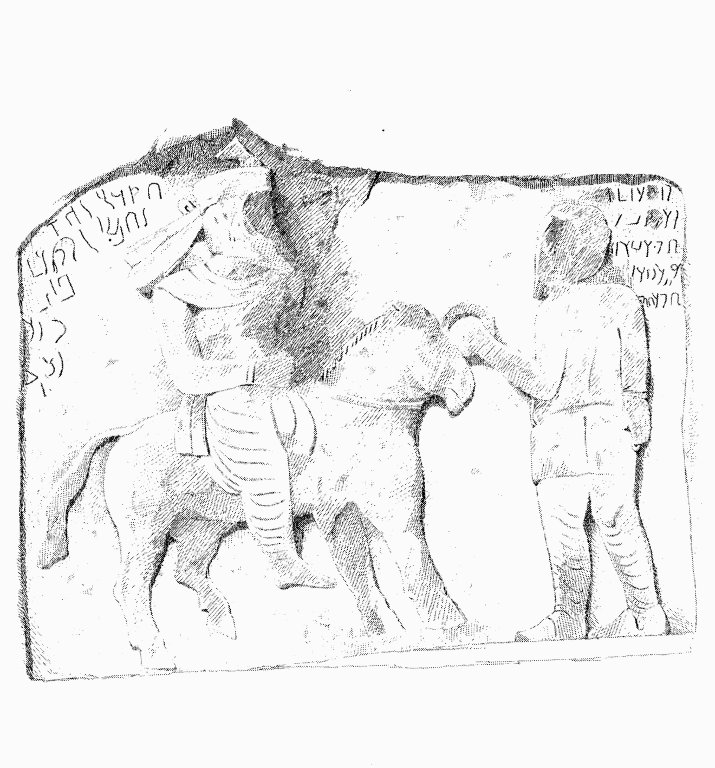
I. vagy II. Gotarzész lovas alakja az anubanini szikladomborművön (Kermansah tartomány, Irán)

II. Artabanosz pártus király i. sz. 40 körül meghalt és országát fiára, I. Vardanészra hagyta. II. Gotarzész azonban elbitorolta a trónt, és egyik fivérét, Artabanoszt feleségével és gyerekével együtt megölette. A nemesség felháborodott zsarnoki tettein és visszahívták Vardanészt, aki állítólag két nap alatt három ezer stadionnyi (471–528 km) távolságot megtéve meglepte és legyőzte Gotarzészt. Vardanész a tartományok kormányzóinak támogatásával hamarosan kiterjesztette ellenőrzését a birodalom nagy részére, bár a főváros Szeleukeia, amely már 35-ben fellázadt, nem ismerte el őt, így ostrom alá vette a várost. A hosszas ostrom alatt Gotarzész – főleg dahák és hürkaniaiak támogatásával – visszatért és elűzte fivérét, aki a birodalom északkeleti tartományába, Baktriába menekült.
Eközben a mind a rómaiak, mind a pártusok által a saját érdekszférájuknak tekintett Örményországban Claudius római császár megbuktatta az addigi pártus származású királyt (Vardanész testvérét, Oródészt) és helyére saját jelöltjét, az ibériai herceg Mithridatészt ültette.
Vardanész és Gotarzész összegyűjtve erőit újabb csatára készült, amikor az utóbbi feltárta fivére előtt, hogy egy nemesi csoport összeesküvést szervez ellenük. A két rivális kiegyezett: Vardanész megkapta a birodalom trónját, míg Gotarzész megtarthatta Hürkaniát.
A hatalmát megszilárdító Vardanész azt tervezte hogy visszahódítja Örményországot, de miután Gaius Vibius Marsus, Szíria római kormányzója háborúval fenyegetőzött, letett szándékáról. Közben Gotarzész is megbánta, hogy lemondott a koronáról és ismét fellázadt Vardanész ellen, aki azonban az Erindesz folyónál (Média és Hürkania határán) vereséget mért rá, majd meghódoltatta a még mindig lázadozó tartományokat, egészen Aria régióig (a mai Pakisztánban)
I. sz. 46 körül a hatalmukat féltő nemesek egy csoportja vadászat közben meggyilkolta Vardanészt. Utána – bár a nemesek egy csoportja kérte Rómát, hogy küldje el számukra IV. Phraatész király ott élő leszármazottját, Meherdatészt – Gotarzész foglalta el a trónt.
Néhány évvel később Gotarzész is meghalt; Tacitus szerint betegség miatt, míg Iosephus azt állítja, hogy meggyilkolták. Utolsó pénze 51 júniusából származik. A Pártus Birodalom trónján egy rövid időre nagybátyja, II. Vonónész követte, majd annak fia, I. Vologaészész.

## Fordítás
- Ez a szócikk részben vagy egészben  a   Gotarzes II című angol Wikipédia-szócikk ezen változatának fordításán alapul.  Az eredeti cikk szerkesztőit annak laptörténete sorolja fel. Ez a jelzés csupán a megfogalmazás eredetét és a szerzői jogokat jelzi, nem szolgál a cikkben szereplő információk forrásmegjelöléseként.

| Előző uralkodó: I. Vardanész | Pártus király 40 – 51 | Következő uralkodó: II. Vonónész |